# 藤原マキ
藤原 マキ（ふじわら まき、1941年 - 1999年2月）は、元状況劇場女優で絵本作家。本名：柘植真喜子（旧姓・藤原真喜子）で、漫画家つげ義春の妻。つげとの間に、一男つげ正助をもうける。

## 人物
1941年 大阪府生まれ。高校卒業後に女優を目指し、関西芸術座で演劇を2年間学ぶ。上京後。演劇の世界に入る。唐十郎主宰のアングラ劇団・状況劇場などで活躍。「腰巻お仙」では、初代お仙役を、また、「由井正雪」の夜桜姐さん役など演じる。退団後、つげ義春と知り合い、同棲の後結婚。
2人が知り合ったのは、状況劇場に出入りしていた駆け出しのカメラマンがつげを撮りに来ておろ、ある日、藤原を連れてきた。藤原の話によると、アングラ芝居の役者は収入0で、アパートの家賃も滞納した上、借金もあり、逃げるしかないほど困っていた。行方をくらますために着の身着のままで突然、つげの住居に押しかけてきた。つげは唐十郎とは面識はなかったが、同居の数年後、近くの大映撮影所で唐の公演があり、2人で観に行き切符を買うために行列に並んでいたところ、唐が偶然出てきて、そこで初めて会った。唐は「並ばなくていいから、こっちこっち」と2人を招き入れた。
1982年には家族の日常を描いた『私の絵日記』を刊行し、絵本作家としてデビュー。柔らかなタッチの絵と伸びやかな文章で描かれた同絵本の英訳版は米国の漫画賞「アイズナー賞」の最優秀アジア作品賞に輝いた。基となった日本語の本は、その後、受賞を受けて問い合わせが相次ぎ、重版が決まり、ちくま文庫から刊行されている。
つげ義春のファンでもあり、つげの映画化作品にも出演した佐野史郎は、「僕が状況劇場に入団したのは、マキさんが退団したずっと後でしたが、強烈な個性を持った伝説的な女優として語り継がれていました」とコメントしている。

## 生涯
- 1941年 大阪府に生まれる。
- 1945年 島根県加茂町に疎開。貧しさのため雪の中を靴下もはかず登校[3]。高校生時代に帰郷。高校卒業後に女優を目指し、関西芸術座で演劇を学ぶ。その後、上京し演劇の世界に入る。唐十郎主宰のアングラ劇団・状況劇場などで活躍。「腰巻お仙」では、初代お仙役をまた、「由井正雪」の夜桜姐さん役など演じる。
- 1968年2月 『ねじ式』『ゲンセンカン主人』など独自の作風で知られる漫画家、つげ義春と知り合う。同年8月には、つげと岩手県の夏油温泉、宮城県の定義温泉、栃木県の北温泉などを旅行。
- 1970年3月 つげと調布の「ひなぎく荘」にて同居。つげの漫画作品である『退屈な部屋』には「ひなげし荘」というアパートが描かれているが、この「ひなぎく荘」がモデルである。
- 1973年9月 つげと千葉県の大多喜、大原などへ旅行。
- 1975年11月 長男の誕生を期に、つげと正式に結婚。
- 1976年8月 子宮癌を発病。豊島区の癌研究会附属病院に入院、手術は成功するが、つげがこの影響でノイローゼを発症する。このときの様子は著書『私の絵日記』にイラスト付きで詳しく書かれている。
- 1981年4月 家族で伊豆半島を旅行。湯ヶ野、下田などに立ち寄る。つげが漫画家としての将来を案じ、中古カメラの売買を始めるため古物商の免許を取得し「ピント商会」を設立。

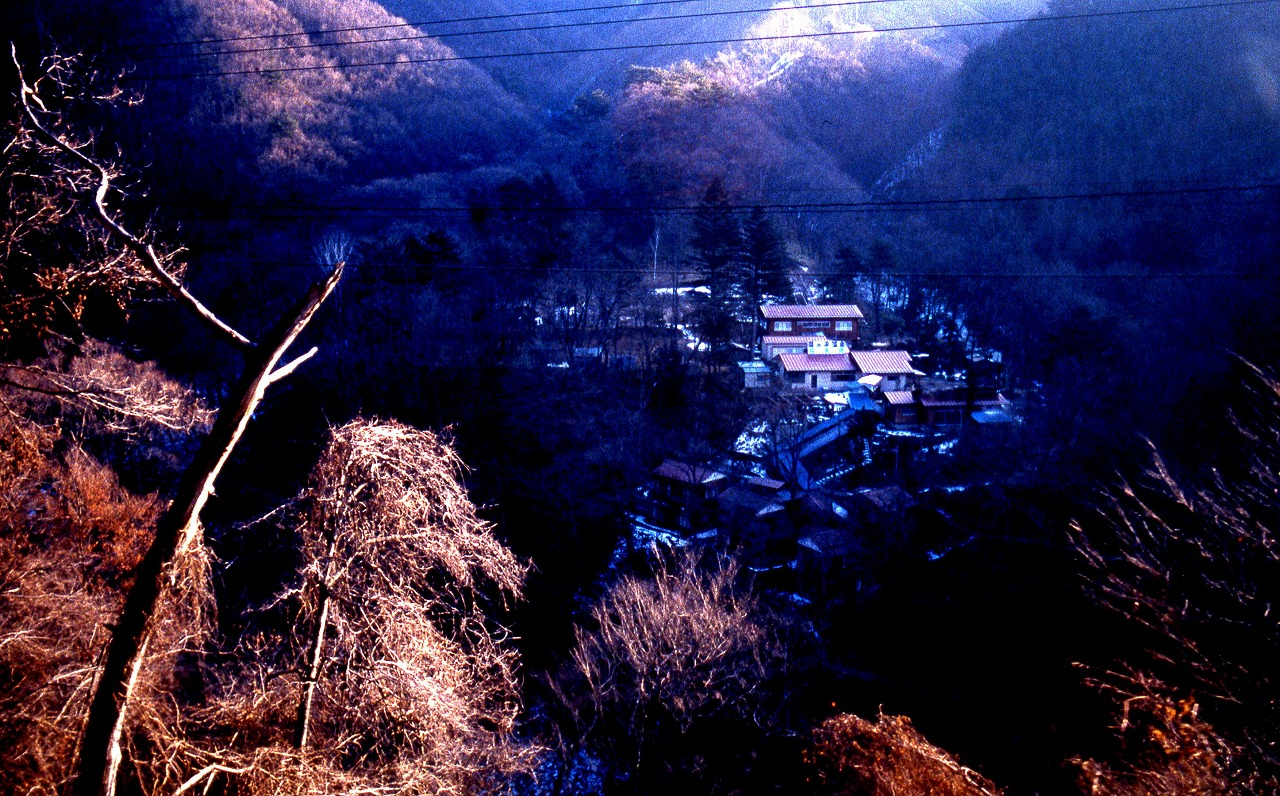
湯の平温泉

- 1982年 3月に家族で群馬県湯宿温泉を訪ね、湯の平温泉に宿泊。10月には家族で甲府の昇仙峡や房総の大原、富浦などへ旅行。また、つげの「ピント商会」が不況のあおりで閉店。藤原は絵本画家を目指し『私の絵日記』を出版。
- 1983年 つげが『小説現代』に私生活を露わに記した『つげ義春日記』を連載したことで、夫婦間に亀裂が生じる。藤原マキの目には、その内容は多分に誇張されたものに映ったようである。
- 1984年 家族で伊豆の湯ヶ野、湯ヶ島方面へ旅行。
- 1985年5月 連休頃につげの持病の症状が軽快したため家族で1976年以来9年ぶりに奥多摩へ。帰路には夫婦喧嘩をする。
- 1987年8月 家族で長野県別所温泉、鹿教湯温泉に旅行。

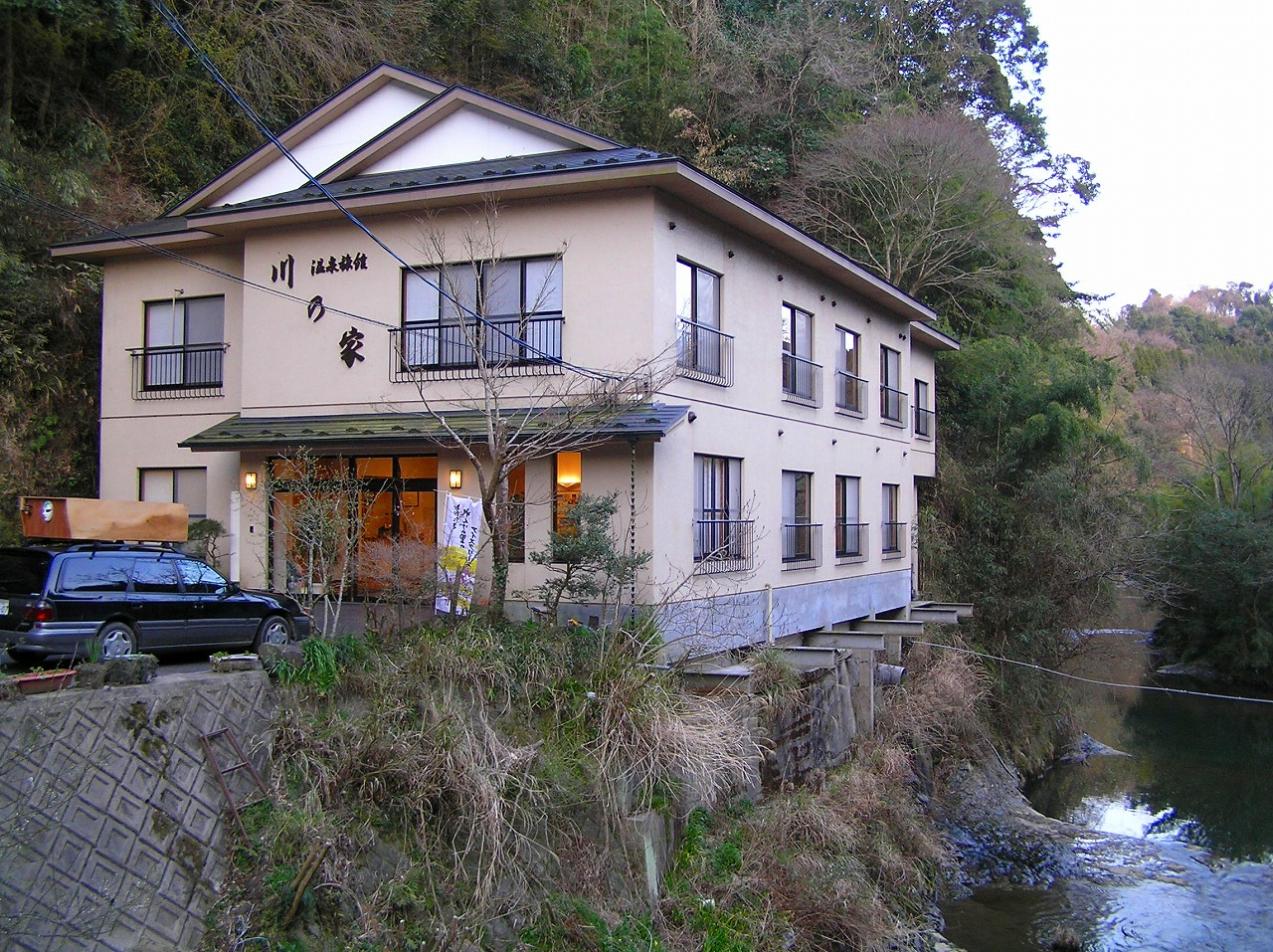
つげ一家が宿泊した養老渓谷温泉「川の家」。この旅行が『貧困旅行記』として結実する。作品中では家族の様子をうかがい知ることができる。

- 1988年 4月に家族で千葉外房方面に旅行、養老鉱泉、大原などに立ち寄る。8月には群馬県の四万温泉へ、11月には丹沢山麓へ訪れ、飯山鉱泉（飯山温泉）に宿泊。この当時の家族旅行はつげの『貧困旅行記』として結実する。作中ではその様子をうかがい知ることができる。
- 1991年 竹中直人監督、主演の映画『無能の人』（つげ原作）が制作されたのをきっかけに「つげブーム」が再来。同時につげの『貧困旅行記』の出版が重なり、つげは忙殺をきわめ、多くのマスメディアの取材に追われる。長男の中学校卒業祝いを兼ねた奈良方面への5泊6日の旅行へ。柳生街道、新薬師寺、法隆寺、東大寺、長谷寺、室生寺などの有名寺院や名所旧跡を回る。さらに、伊賀上野の忍者屋敷や木曽の妻籠宿などを訪れる。
- 1992年 11月末より石井輝男監督の『ゲンセンカン主人』のクランクインに合わせ、家族で伊豆下田ロケに出かけ、湯ヶ野温泉、蓮台寺温泉、松崎に3泊する。なお、この映画に家族3人で出演している。
- 1999年2月 ガン再発により永眠。

## 著書
- 私の絵日記（英語版）（1982年10月 北冬書房、のち学研M文庫、のちちくま文庫）
- こんなおみせしってる？ かがくのとも201号（1985年、福音館書店、のち絵本として再刊）
- 幸せって何?―マキの東京絵日記（1987年7月、文春文庫ビジュアル版）
- 藤原マキ画集「駄菓子屋」（1994年6月 ワイズ出版）

## 評価
- 2024年 アイズナー賞「最優秀アジア作品賞」私の絵日記（英語版）[4]